# ワシントン郡 (ルイジアナ州)
ワシントン郡（英: Washington Parish）は、アメリカ合衆国ルイジアナ州の東部に位置する郡である。2010年国勢調査での人口は47,168人であり、2000年の43,926人から7.4％増加した。郡庁所在地はフランクリントン市（人口3,857人）であり、同郡で人口最大の町はボガルーサ市（人口12,232人）である。
ワシントン郡はボガルーサ小都市圏に属し、またニューオーリンズ・メテリー・ボガルーサ広域都市圏を構成している。

## 歴史
ワシントン郡は1819年にセントタマニー郡から分離して設立された。1821年2月10日にフランクリントンが郡庁所在地になった。1821年以前はスペイン領西フロリダの一部とされており、そのことからフロリダ郡部とされる8郡の中では最も北東の隅に位置している。

## 郡政府
ワシントン郡政府は自治憲章、すなわち郡長・郡政委員会方式を採用している。

## 地理
アメリカ合衆国国勢調査局に拠れば、郡域全面積は676平方マイル (1,751 km2)であり、このうち陸地670平方マイル (1,734 km2)、水域は6平方マイル (17 km2)で水域率は0.95％である。

### 主要高規格道路
- ルイジアナ州道10号線
- ルイジアナ州道16号線
- ルイジアナ州道21号線
- ルイジアナ州道25号線

### 隣接する郡
- パイク郡 (ミシシッピ州) - 北西
- ワルトホール郡 (ミシシッピ州) - 北
- マリオン郡 (ミシシッピ州) - 北東
- パールリバー郡 (ミシシッピ州) - 東
- セントタマニー郡 - 南
- タンジパホア郡 - 西

### 国立保護地域
- ボーグチット国立野生生物保護区（部分）

## 経済
ワシントン郡は現在農業、特にスイカの栽培で知られ、また製材業や製紙業も行われている。
1906年、グレートサザン製材会社がボガルーサで製材所を始めた。この地方で製材業を維持するために植林を始めたことでは最初の会社だった。後に製紙工場など関連産業も操業を始めた。
グレートサザン製材会社は数回の買収を経て、現在はテンプル・インランドと呼ばれており、地域最大の雇用主である。

## 人口動態
以下は2000年国勢調査による人口統計データである。
| 基礎データ - 人口: 43,926人 - 世帯数: 16,467 世帯 - 家族数: 11,642 家族 - 人口密度: 25人/km2（66人/mi2） - 住居数: 19,106軒 - 住居密度: 11軒/km2（28軒/mi2） 人種別人口構成 - 白人: 67.42% - アフリカン・アメリカン: 31.53% - ネイティブ・アメリカン: 0.23% - アジア人: 0.17% - その他の人種: 0.11% - 混血: 0.54% - ヒスパニック・ラテン系: 0.76% 年齢別人口構成 - 18歳未満: 26.8% - 18-24歳: 9.5% - 25-44歳: 26.7% - 45-64歳: 22.6% - 65歳以上: 14.3% - 年齢の中央値: 36歳 - 性比（女性100人あたり男性の人口） - 総人口: 95.4 - 18歳以上: 92.8 | 世帯と家族（対世帯数） - 18歳未満の子供がいる: 32.7% - 結婚・同居している夫婦: 49.3% - 未婚・離婚・死別女性が世帯主: 17.1% - 非家族世帯: 29.3% - 単身世帯: 26.6% - 65歳以上の老人1人暮らし: 12.5% - 平均構成人数 - 世帯: 2.56人 - 家族: 3.09人 収入と家計 - 収入の中央値 - 世帯: 24,264米ドル - 家族: 29,4806米ドル - 性別 - 男性: 27,964米ドル - 女性: 17,709米ドル - 人口1人あたり収入: 12,915米ドル - 貧困線以下 - 対人口: 24.7% - 対家族数: 19.4% - 18歳未満: 32.3% - 65歳以上: 20.4% |

## 都市と町

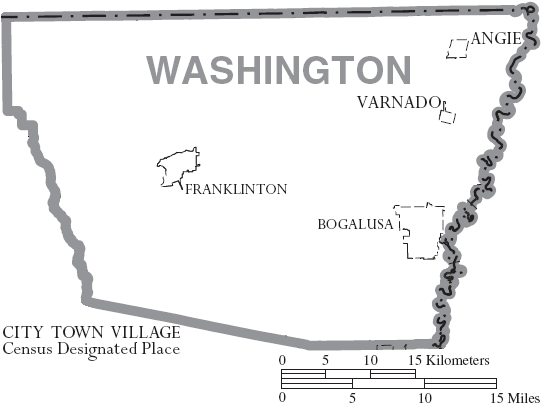
ワシントン郡図

- フランクリントン - 郡庁所在地
- ボガルーサ
- アンジー
- マウントハーモン
- バーネイド

## 教育
ボガルーサ市内の生徒はボガルーサ・シティスクールに通い、市外の生徒はワシントン郡スクールシステムに入学している。
ルイジアナ工科カレッジサリバンキャンパスがボガルーサ市内にある。

## 政府の機関
ルイジアナ州公衆安全矯正省がワシントン郡の未編入領域でB・B・"シクスティ"・レイバーン矯正所を運営している。